# Scraptia alutacea
Scraptia alutacea is een keversoort uit de familie bloemspartelkevers (Scraptiidae). De wetenschappelijke naam van de soort is voor het eerst geldig gepubliceerd in 1889 door Reitter.